# Шумский, Пётр Наумович
Пётр Наумович Шумский (8 мая 1903 года, хутор Топилин, Раздорский район, Ростовская область — 19 ноября 1956 года) — донской писатель, поэт, член Союза писателей СССР (1941). Член КПСС.

## Биография
Пётр Наумович родился в семье крестьянина-бедняка 8 мая 1903 года, в хуторе Топилине, Раздорского района, на Дону. В трехлетнем возрасте остался круглым сиротой, был взят в семью крестьянина-середняка (впоследствии рабочего), которая фактически стала ему родной семьёй.
В 1914 году закончил трёхлетнюю церковно-приходскую школу и поступил в высшее начальное училище, которое закончил в 1918 году.
В 1920 году, семнадцатилетним юношей, вступил в ряды Красной Армии.
В 1924 году поступил в Донской сельскохозяйственный институт в городе Новочеркасске, оттуда перевёлся в Ростовский университет на отделение русского языка и литературы.
По окончании университета, в 1930 году работал ответственным секретарём Общества крестьянских писателей Северного Кавказа. В 1935 году перешёл на педагогическую работу; учительствовал в школах Ростовской области и Краснодарского края; последнее место работы — город Азов.
Пётр Наумович в рядах Первой Конной армии был участником похода корпуса Гая на Варшаву. Один из полков этого корпуса был интернирован и взят в плен. Вместе с другими красноармейцами и командирами попал в плен и П.Н. Шумский.
Здоровье Шумского П.Н. — участника двух войн гражданской и Великой Отечественной — было подорвано ранениями и контузией. 19 ноября 1956 года Пётр Наумович Шумский умер.
В городе Константиновске 20 октября 1988 года на доме № 102 по ул. 25 Октября к 85 — летию Петра Наумовича Шумского установлена мемориальная доска.

## Творчество
Пётр Наумович литературной работой начал заниматься в 1929 году. Печатался в Москве, Ростове-на-Дну и в Краснодаре. Его произведения автобиографичны. Первый стихотворный сборник «Походные песни» был издан в Ростове в 1932 году. А через год в Ленинграде вышла прозаическая книга Шумского «За колючей проволокой» — о делах и днях кавалерийского полка, входившего в конный корпус Гая, о его боях с белополяками летом 1920 года. Гражданской войне посвящена и повесть Шумского — «Обреченность», изданная в 1938 году. Книга «Учитель», получившая хорошую критику, вышла после войны. Это сборник рассказов и очерков о сельских учителях. Опубликованные в книге «Учитель» рассказы и очерки насыщены наблюдениями, почерпнутыми из опыта многолетней педагогической работы автора. В рассказах «Величие», «В дороге», в очерке «В новогоднюю ночь» изображены учителя, много лет поработавшие на селе, воплотившие в себе лучшие качества советского педагога: трудолюбие, скромность, готовность к подвигу во имя Родины.

## Произведения П.Н. Шумского
Отдельные издания
- Походные песни. — Ростов н/Д: Севкавиздат, 1932.

- За колючей проволокой. — Л.: изд. Ленингр. объединённого бюро боевых землячеств, быв. красногвардейцев и красных партизан, 1993; Ростов н/Д., Ростиздат, 1957.

- Обреченность: Повесть. — Краснодар: Краснодарское краевое изд-во, 1938.

- Учитель. — Краснодар: Краснодарское краевое изд-во, 1951.